# Jefim Szyfrin
Jefim Szyfrin (ur. 25 marca 1956 w Nieksikan) – radziecki i rosyjski aktor.

## Życiorys
Jefim Szyfrin urodził się 25 marca 1956 roku w miejscowości Nieksikan w obwodzie magadańskim, gdzie jego rodzice przebywali po zesłaniu (w 1955 roku jego ojciec został zrehabilitowany). W 1966 roku rodzina przeprowadziła się do Jurmały na Łotwie. W latach 1973–1974 studiował na wydziale filologicznym Łotewskiego Państwowego Uniwersytetu im. Pēterisa Stučki, a w latach 1974-1978 – na wydziale estradowym Państwowej Szkoły Sztuki Cyrkowej i Estradowej w Moskwie, pod kierunkiem Romana Wiktiuka. Właśnie u niego od roku 1977 zaczął grać w Teatrze Studenckim MGU. Występował m.in. w spektaklach «Do widzenia, chłopaki!», «Noc po maturze», «Kacze polowanie». W latach 1980-85 studiował na Rosyjskim Uniwersytecie Sztuki Teatralnej na wydziale reżyserii estradowej.
W 1979 roku Jefim Szyfrin został laureatem I Moskiewskiego Konkursu artystów estradowych, a w 1983 roku – laureatem 7. Wszechzwiązkowego Konkursu artystów estradowych.

Pierwszy spektakl solowy «Chciałbym powiedzieć» – głównie według utworów Wiktora Kokluszkina – Szyfrin zagrał w roku 1985. Teksty Wiktora Kokluszkina wzięte były również jako podstawa do spektakli «Trzy zapytania» i «Okrągły księżyc».
W roku 1990 Jefim założył «Szyfrin-Teatr», kierownikiem którego pozostaje do dziś.
W 1992 roku artyście wręczono nagrodę «Złoty Ostap».
Repertuar artysty zawiera dużo utworów wokalnych, wśród nich romansy Dmitrija Szostakowicza do słów Saszy Czornogo, pieśni «Jerozolima» Marka Minkowa, «Muzyka we mnie» Michaiła Koczetowa, «Noc południowa» Aleksandra Klewickiego i inne. W teatrze zagrał w spektaklach: «Więcej nie znam cię, miły», «Kochanie z głupkiem», «Putany», «Koza, czyli Kto taka Sylwia» (reżyseria Roman Wiktiuk), «Pogłoski» (reżyseria Wadim Dubrowicki). W roku 2006 w Teatrium na Sierpuchowce odbyła się premiera spektaklu «Smok» według sztuki Eugeniusza Szwarca (reżyseria Władimir Mirzojew), w którym Szyfrin zagrał Burmistrza.
Jefim Szyfrin wystąpił również w filmach «Bołotnaja street», «Bohater naszego plemienia».
W musicalu «Anioł z niedopałkiem», wystawionym przez Eugeniusza Ginzburga, Jefim Szyfrin wykonał 13 pieśni (muzyka Aleksandra Klewickiego do słów Jurija Riaszencewa) oraz 20 roli w filmie. W roku 2007 odbyła się premiera filmu Andrieja Konczałowskiego Blask luksusu (ros. Глянец), w którym Szyfrin zagrał rolę Marka Szyfera. Poza tym aktor grał w magazynie filmowym «Jerałasz».
W ciągu kilku lat, w marcu, w Centralnej Państwowej Sali Koncertowej «Rosja» Jefim Szyfrin realizował benefisy z udziałem gwiazd rosyjskiej estrady: «Arka Szyfrinoego», «WWW.SHIFRIN.RU», «Opus Nr 10», «Schody», «Spis ludności», «Ludzie w maskach». A w roku 2006 odbył się jubileuszowy benefis – «Kabaret. Przeładowanie».
Jefim Szyfrin jest autorem książek – «Teatr mojego imienia» (we współautorstwie z G.Wirenem) i «Sprawa personalna Jefima Szyfrina».
W roku 2000 Jefim Szyfrin dostał nagrodę międzynarodowej sieci klubów World Class «Mister Fitness», zaś w roku 2006 został odznaczony Dyplomem Komitetu Kultury Fizycznej i Sportu Federacji Kulturystyki i Fitnessu Rządu miasta Moskwy za propagowanie sportu i zdrowego stylu życia. Wśród innych nagród Jefima Szyfrina należy wymienić następujące: Puchar Rajkina (rok 2001), oraz 2. nagrodę i Pucharu Nikulina za udział w show telewizyjnym Programu Pierwszego rosyjskiej telewizji publicznej: «Cyrk z gwiazdami».